# Idaea mitescens
Idaea mitescens là một loài bướm đêm trong họ Geometridae.